# Jacques Ishaq
Jacques Ishaq (Mosul, 25 de fevereiro de 1938 – Arbil, 22 de junho de 2023) foi um clérigo católico caldeu iraquiano e bispo emérito da Cúria no Patriarcado de Bagdá.
Jacques Ishaq foi ordenado sacerdote em 20 de junho de 1963. Em 7 de maio de 1997, o Papa João Paulo II o nomeou Arcebispo de Erbil.
Sua consagração episcopal lhe foi concedida pelo Patriarca da Babilônia e Arcebispo de Bagdá, Sua Beatitude Rafael I Bidawid, em 26 de setembro do mesmo ano; Os co-consagradores foram André Sana, Arcebispo de Kirkuk, e Karim Geries Mourad Delly, Bispo Auxiliar do Patriarcado da Babilônia. Ele renunciou ao cargo em 4 de maio de 1999.
Papa Bento XVI nomeou-o em 21 de dezembro de 2005 Arcebispo Titular de Nisibis dei Caldei e Bispo da Cúria na Babilônia. Em 25 de junho de 2014 se aposentou por idade avançada.